# Varantejuödlor
Varantejuödlor (Callopistes) är ett släkte av ödlor som ingår i familjen tejuödlor.
Callopistes flavipunctatus är med en genomsnittlig kroppslängd (huvud och bål) av 260 mm och en vikt av cirka 580 g större än Callopistes maculatus som blir ungefär 135 mm lång (utan svans) och cirka 75 g tung. Arterna lever i västra Sydamerika. De kännetecknas av en kort hals. Callopistes flavipunctatus har växtdelar och små ryggradsdjur som föda. Den andra arten äter smådjur. Arterna uppsöker underjordiska bon för vilotider. Callopistes maculatus hittas oftast i lövskiktet.
Släktet har två recenta (nu levande) arter:
- Callopistes flavipunctatus (Duméril & Bibron, 1839) - förekommer i Peru och södra Ecuador.[4]
- Callopistes maculatus Gravenhorst, 1838 - förekommer i Chile.[4]